# 입체대각선

선분 AC'(파란색)는 입체대각선, 선분 AC(빨간색)는 면대각선

기하학에서, 다면체의 입체대각선(立體對角線, 영어: space diagonal, triagonal)은 같은 면 위에 있지 않은 꼭짓점을 연결하는 대각선이다. 맞모금이라고도 한다. 반대 개념으로, 같은 면 위에 있는 꼭짓점을 연결하는 대각선은 면대각선(face diagonal)이라고 부른다.
예를 들어 각뿔은 입체대각선이 없고, 직육면체와 평행육면체는 입체대각선이 4개이다.

## 축대각선
축대각선(영어: axial diagonal)은 다면체의 중심을 지나가는 입체대각선이다.
예를 들어, 모서리의 길이가 a인 정육면체에서, 4개의 입체대각선은 모두 길이가 {\displaystyle a{\sqrt {3}}.}인 축대각선이다. 모서리의 길이가 a, b, c인 직육면체는 4개의 축대각선이 있고, 길이는 {\displaystyle {\sqrt {a^{2}+b^{2}+c^{2}}}.}이다.
모서리의 길이가 모두 a인 정팔면체는 길이가 {\displaystyle a{\sqrt {2}}}인 축대각선 3개가 있다.
정이십면체는 길이가 {\displaystyle a{\sqrt {2+\varphi }}}인 축대각선 6개가 있다. 여기서 {\displaystyle \varphi }는 황금비 {\displaystyle (1+{\sqrt {5}})/2}이다.

## 입방진의 입체대각선
입방진(立方陣, 영어: magic cube)은 가로줄, 세로줄, 높이줄, 4개의 입체대각선에 있는 수들의 합이 같도록 수들을 n×n×n의 정육면체 모양으로 배열해 놓은 것으로, 마방진이 3차원으로 확장된 형태이다. 입방진에는 다양한 종류가 있는데, 일부 종류에서는 입체대각선을 평행이동하고 정육면체 바깥으로 나간 칸을 반대 면에서 들어가게 한 범입체대각선(汎立體對角線, 영어: pantriagonal)에 있는 수들의 합도 같다.

## 같이 보기
- 면대각선
- 대각선
- 입방진